# Kristijan Malinow
Kristijan Alexandrow Malinow (bulgarisch Кристиян Александров Малинов; * 30. März 1994 in Petritsch) ist ein bulgarischer Fußballspieler, der bei KV Kortrijk unter Vertrag steht.

## Karriere

### Verein
Malinow begann seine Karriere bei Belasiza Petritsch und spielte danach bei Pirin 2001. Danach kam er in die Jugend von Litex Lowetsch. Im November 2011 stand er gegen Lokomotive Plowdiw erstmals im Kader der Profis.
Zur Saison 2013/14 wurde er an den Zweitligisten PFC Dobrudscha Dobritsch verliehen. Sein Debüt für Dobrudscha in der B Grupa gab er im August 2013, als er am ersten Spieltag jener Saison gegen Akademik Swischtow in der Startelf stand. Seinen ersten Treffer erzielte er im Oktober 2013 gegen Witoscha Bistriza, wo er zum 1:1-Endstand traf. Bis Saisonende kam er in allen 26 Spielen zum Einsatz, in denen er vier Tore erzielen konnte.
Nach seiner Rückkehr zu Litex Lowetsch debütierte er im Juli 2014 in der A Grupa, als er am ersten Spieltag der Saison 2014/15 gegen ZSKA Sofia in der Startelf stand. Zu Saisonende hatte er 30 Einsätze zu Buche stehen, in denen er zwei Treffer erzielen konnte. Nachdem Litex Lowetsch im Dezember 2015 aus der A Grupa ausgeschlossen worden war, kam Malinow fortan für die Zweitmannschaft in der B Grupa zum Einsatz, für die er bis Saisonende elf Spiele absolvierte.
Zur Saison 2016/17 wechselte er zu ZSKA Sofia. Für ZSKA kam er in jener Saison in 17 Spielen in der Liga zum Einsatz, in denen er kein Tor erzielte. Nach dem ersten Ligaspiel in der neuen Saison 2020/21 wechselte er Mitte August 2020 zum belgischen Erstdivisionär Oud-Heverlee Löwen und unterschrieb dort einen Vertrag bis zum Sommer 2023. Hier bestritt in seiner ersten Saison 27 von 32  möglichen Ligaspielen, in denen er zwei Tore schoss, sowie ein Pokalspiel. In der nächsten Saison waren es 18 von 34 möglichen Ligaspielen und zwei Pokalspiele. In der Saison 2022/23 stand er bei 18 von 34 möglichen Ligaspielen und einem Pokalspiel für Löwen auf dem Platz. 
Mitte August 2023 einigte er sich mit dem Verein über eine Vertragsauflösung.
Zwei Wochen später unterschrieb er beim Ligakonkurrenten KV Kortrijk einen Vertrag mit einer Laufzeit bis zum Ende der Saison 2023/24. Dort bestritt er 20 von 35 möglichen Ligaspielen sowie ein Pokalspiel.

### Nationalmannschaft
Malinow spielte 2014 erstmals für die bulgarische U-21-Auswahl.
Im Februar 2015 kam er zum ersten Mal in der A-Nationalmannschaft zum Einsatz, als er in einem inoffiziellen Länderspiel gegen Rumänien in der Startelf stand und in der 64. Minute durch Stefan Welew ersetzt wurde. Seinen ersten Einsatz in einem offiziellen Spiel konnte er im Juni 2015 verbuchen, als er in einem Testspiel gegen die Türkei in der 76. Minute für Iwelin Popow eingewechselt wurde.